# Sérévillers
Sérévillers é uma comuna francesa na região administrativa de Altos da França, no departamento de Oise. Estende-se por uma área de 3,26 km². Em 2010 a comuna tinha 136 habitantes (densidade: 41,7 hab./km²).